# NGC 117
NGC 117 este o galaxie lenticulară care se află în constelația Balena. A fost descoperită în 13 septembrie 1863 de către Albert Marth. Această galaxie se află la aproximativ 240 de milioane de ani-lumină de Calea Lactee.